# 亞歷山大‑泰奧菲爾·范德蒙
亞歷山大‑泰奧菲勒·范德蒙德（法語：Alexandre-Théophile Vandermonde；1735年2月28日—1796年1月1日）是法国数学家、音乐家和化学家，曾与艾蒂安·贝祖和拉瓦锡合作，研究行列式理论。范德蒙德也會拉小提琴。